# Xenotenes micrastra
Xenotenes micrastra är en fjärilsart som beskrevs av Diakonoff 1954. Xenotenes micrastra ingår i släktet Xenotenes och familjen vecklare. Inga underarter finns listade i Catalogue of Life.